# Cateri
Cateri est une commune française située dans la circonscription départementale de la Haute-Corse et le territoire de la collectivité de Corse. Le village appartient à la piève d'Aregno, en Balagne.

## Géographie

### Situation
Cateri est une petite commune de Balagne, l'un des « villages balcons » de la plaine d'Aregno avec vue sur mer, dans l'ancienne piève d'Aregnu.
Communes limitrophes

### Géologie et relief

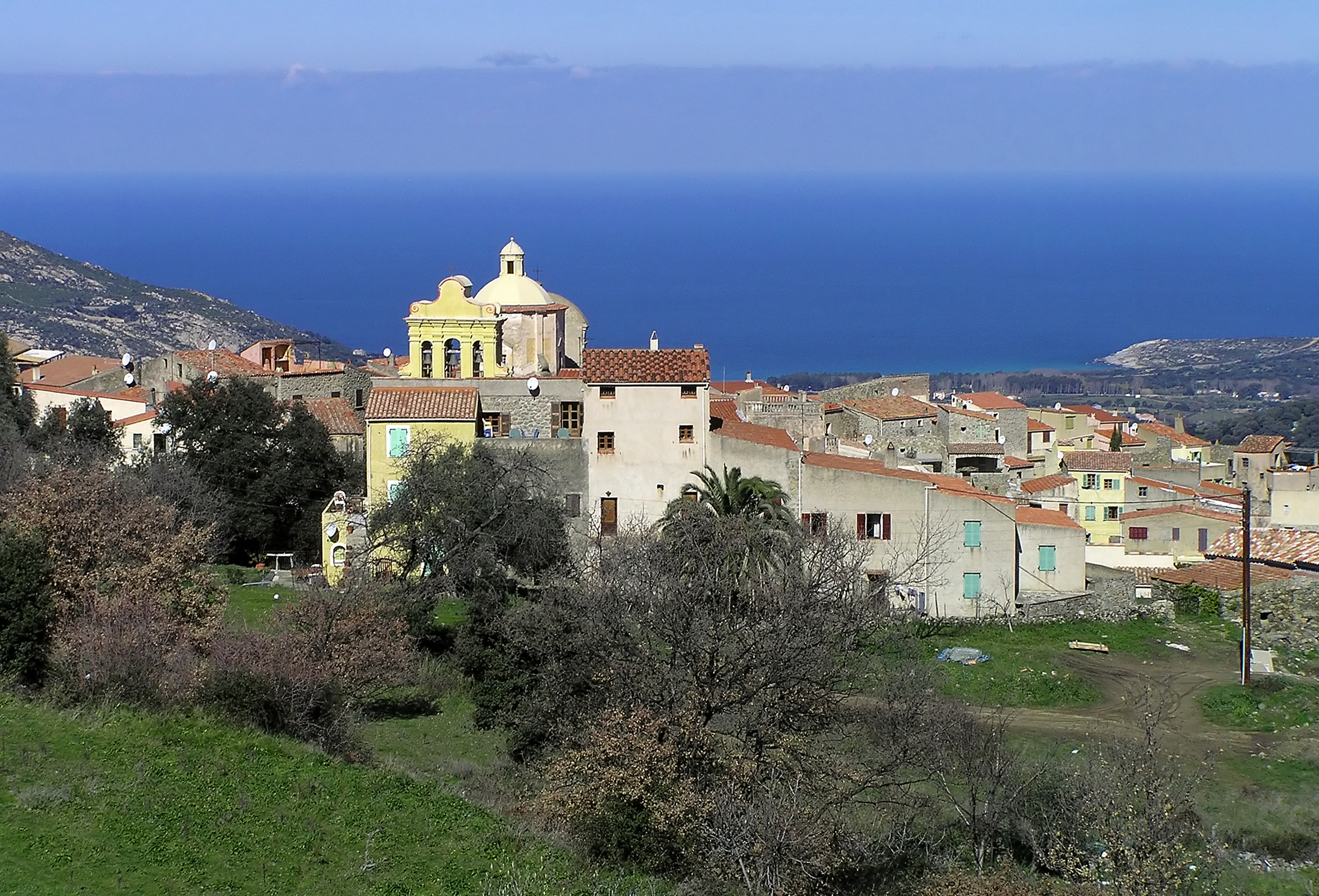
Le village.

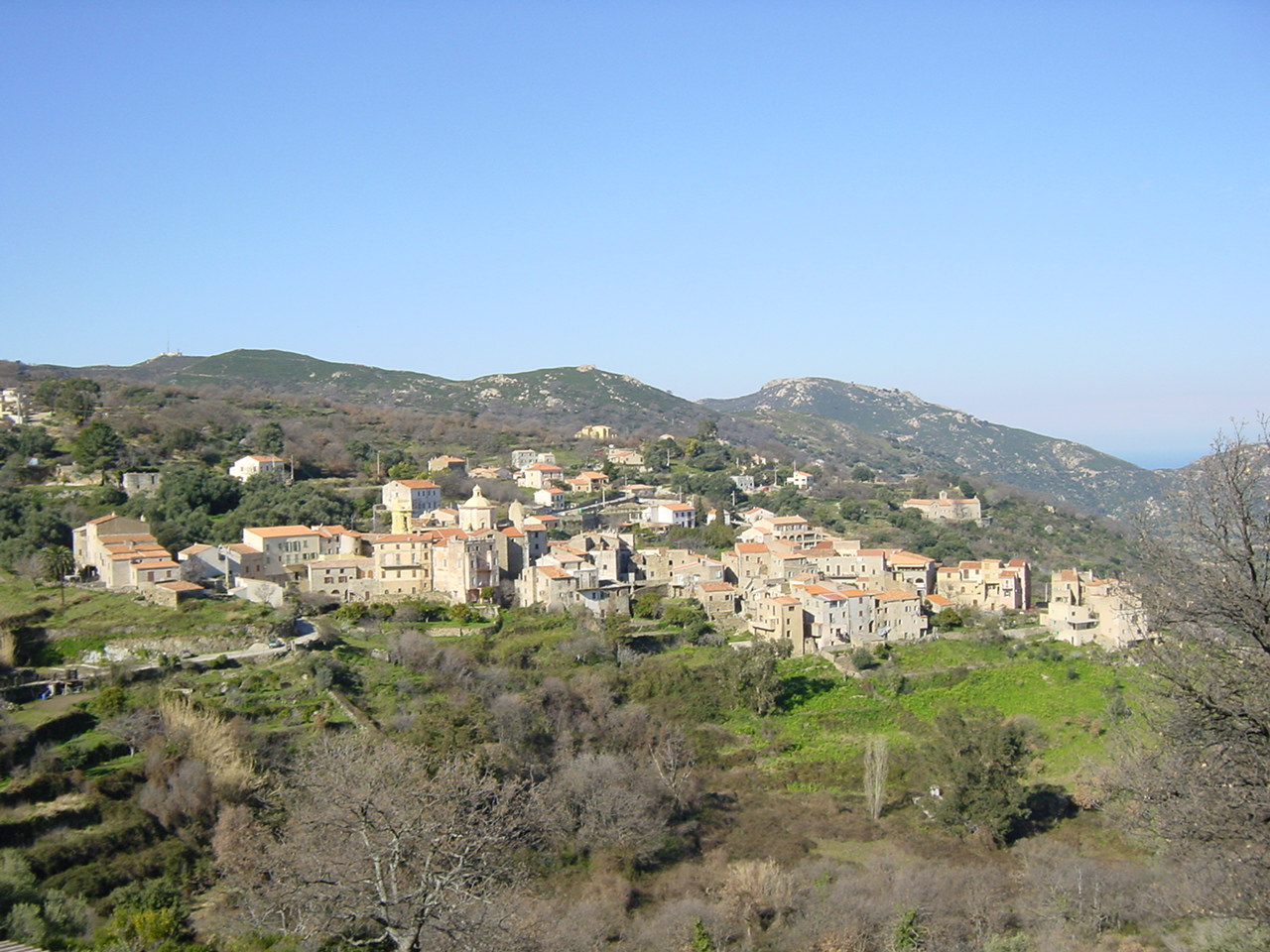
Vue du village.

Cateri se situe dans la « Corse Hercynienne » (occidentale) ancienne, dite encore « Corse cristalline ». Celle-ci, constituée pour l'essentiel de roches granitiques, est séparée de la « Corse Alpine » (orientale) où dominent les schistes, par une dépression centrale, un sillon étroit constitué pour l'essentiel de terrains sédimentaires secondaires et tertiaires qui coupe l'île du nord-ouest au sud-est, depuis l'Ostriconi jusqu'à Solenzara. La commune se situe à l'ouest de cette ligne où s'élèvent les plus hauts sommets de l'île et qui constitue une véritable barrière entre les deux départements actuels.
Cateri est une petite commune d'à peine 318 ha, sans façade maritime. Son territoire se présente en une bande de terre latérale, s'étalant sur les flancs septentrionaux d'un petit chaînon montagneux dominé par le Capu di Bestia (804 m), sommet « à cheval » sur Montegrosso et Avapessa, deux communes limitrophes. Ce chaînon sépare la plaine d'Aregno de la vallée du Regino avec un petit col où a été bâti le hameau de San Cesareo. Le village implanté au milieu-même du territoire, est en exposition nord. La partie orientale de la commune est dominée par une colline de 431 m - lieu-dit Carco. La partie occidentale, pentue, est traversée par la route D151 qui descend du col de Salvi (Bocca di Salvi - 509 m) jusqu'au col de San Cesareo.

### Hydrographie
Le réseau hydrographique est faible. Seul le ruisseau de Péri nait sur le territoire communal. Ses eaux alimentent le fiume di Regino.

### Climat et végétation
Cateri bénéficie d'un climat méditerranéen maritime aux écarts thermiques modérés. Son territoire occupe les flancs septentrionaux du Capu di Bestia (altitude 804 m), sans atteindre toutefois le piémont qui est la plaine d'Aregno. Le village est construit à flanc de colline entre 300 m et 360 m. L'été le pouvoir rafraîchissant de la montagne qui ceinture la Balagne y est faible, mais l'exposition est importante. À l'umbria, l'été est moins brûlant qu'à la sulana dans cette région ensoleillée parfois soumise à de désagréables et brusques variations thermiques et à des vents assez fréquents.
Abritée par la ligne de crête collinaire ceinturant la plaine d'Aregno, elle est toutefois relativement protégée du libeccio, le vent dominant sec, violent, soufflant de l'ouest, et souvent mêlé au punente, autre vent d'ouest. Le sirocco très chaud et sec l'été, chaud et humide l'hiver, qui arrive du sud, se fait sentir plusieurs fois dans l'année.
Comme dans toute la Balagne, le sol de la commune était travaillé, traditionnellement planté d'oliviers. Beaucoup ont été détruits en 2005 par un grand incendie parti de Calenzana et qui avait ravagé près de 1 500 hectares et mis en évidence nombre d'anciennes terrasses de culture. Ses hauteurs présentent un manteau végétal très vert, composé de maquis à chêne vert, mélangé à diverses essences dont quelques châtaigniers.

### Voies de communication et transports

#### Accès routiers
Cateri n'est desservi que par route.
Cateri se situe à un carrefour stratégique de la Balagne. À San Cesareo se situe la jonction des routes D 71 dite « route corniche de Balagne » et D 151.
- La D 151 relie le village vers le nord, à Aregno, Sant'Antonino, Pigna, Corbara et L'Île-Rousse, et vers le sud, à Montegrosso, Zilia et Calenzana.
- La D 71 le relie vers l'ouest, à Lavatoggio, Lumio et Calvi et vers le sud, pour ne citer que les plus proches, à Avapessa, Muro et Feliceto.

Un distributeur de carburants se trouve à San Cesareo.

#### Transports
Cateri est distant de :
- 9 km de la gare d'Algajola, gare la plus proche ;
- 14 km du port de commerce de L'Île-Rousse, port le plus proche.
- 17 km de l'aéroport de Calvi-Sainte-Catherine, l'aéroport le plus proche.

## Urbanisme

### Typologie
Au 1er janvier 2024, Cateri est catégorisée commune rurale à habitat dispersé, selon la nouvelle grille communale de densité à sept niveaux définie par l'Insee en 2022.
Elle est située hors unité urbaine. Par ailleurs la commune fait partie de l'aire d'attraction de Calvi, dont elle est une commune de la couronne,. Cette aire, qui regroupe 15 communes, est catégorisée dans les aires de moins de 50 000 habitants,.

### Occupation des sols
L'occupation des sols de la commune, telle qu'elle ressort de la base de données européenne d’occupation biophysique des sols Corine Land Cover (CLC), est marquée par l'importance des forêts et milieux semi-naturels (80,1 % en 2018), une proportion sensiblement équivalente à celle de 1990 (80,7 %). La répartition détaillée en 2018 est la suivante : 
milieux à végétation arbustive et/ou herbacée (58 %), forêts (22,1 %), zones agricoles hétérogènes (10,5 %), prairies (9,4 %), cultures permanentes (0,1 %). L'évolution de l’occupation des sols de la commune et de ses infrastructures peut être observée sur les différentes représentations cartographiques du territoire : la carte de Cassini (XVIIIe siècle), la carte d'état-major (1820-1866) et les cartes ou photos aériennes de l'IGN pour la période actuelle (1950 à aujourd'hui).

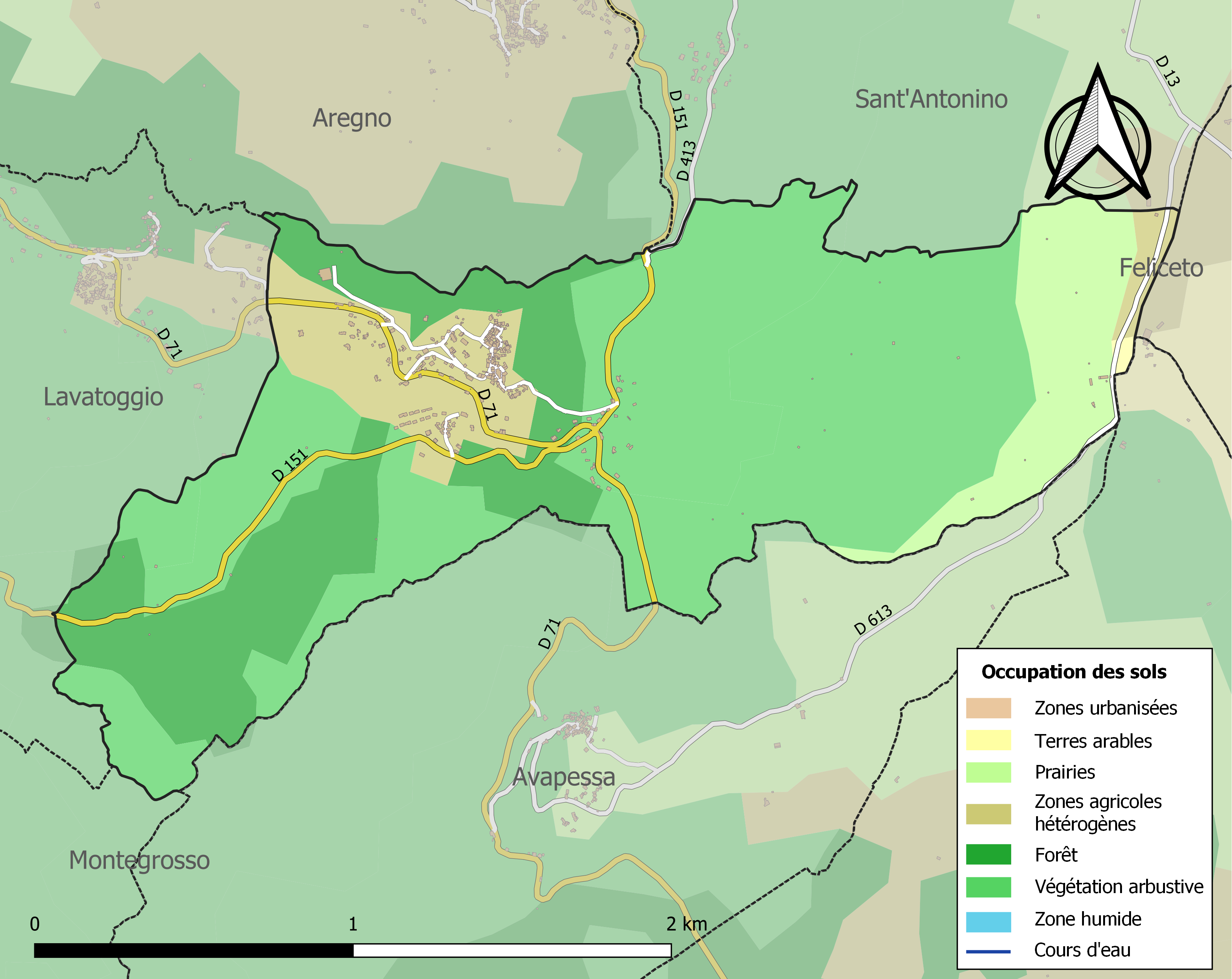
Carte des infrastructures et de l'occupation des sols de la commune en 2018 (CLC).
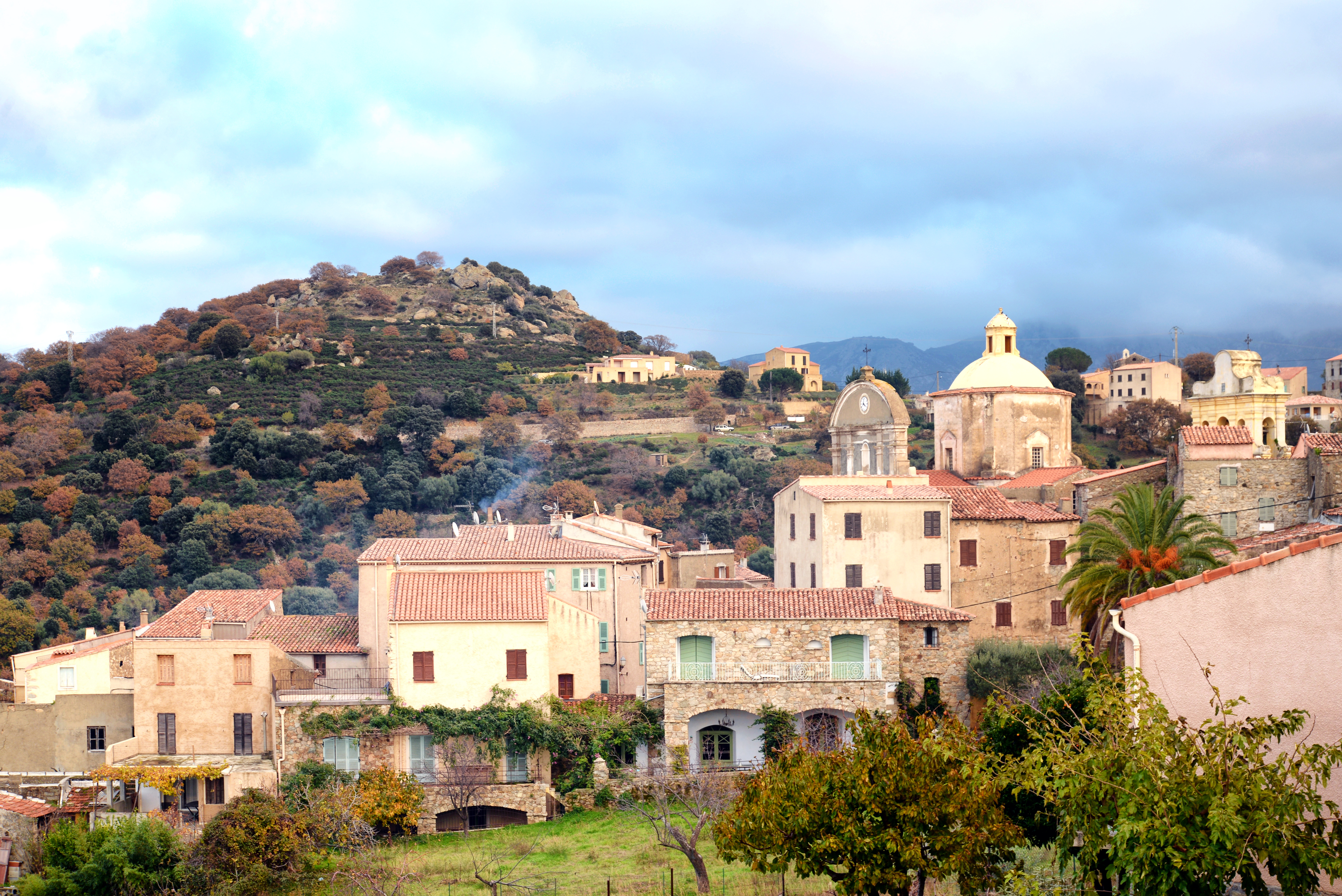
Le haut du village. En arrière, le hameau de San Cesareo.

### Cateri village

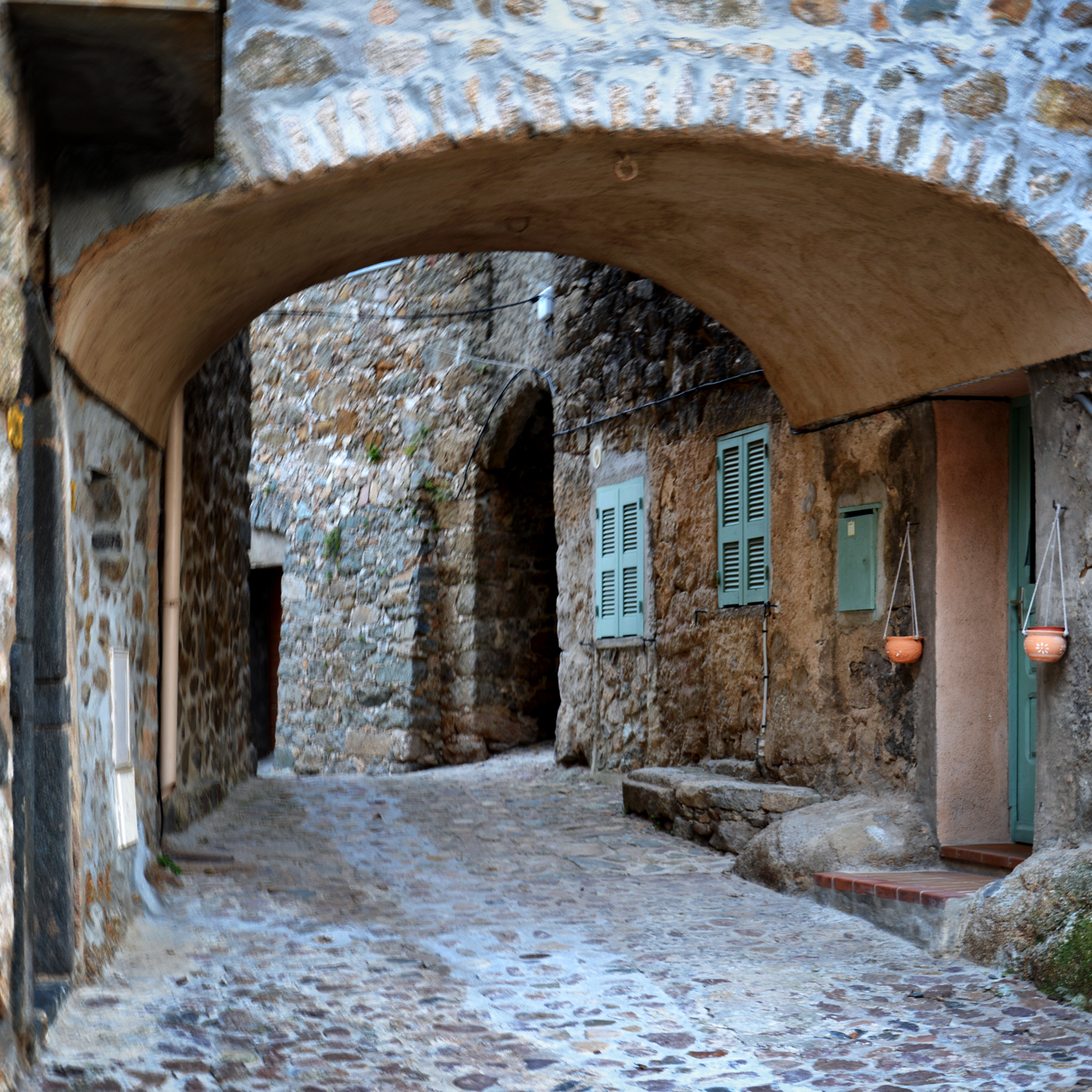
Passage voûté dans le village.

Le village de Cateri est niché à flanc d'une petite montagne, en contrebas de la D 71, dominant la plaine d'Aregno. Il est l'un des remarquables villages « en balcon » de la Balagne, desservi par la D71 encore appelée « route corniche de Balagne ». Il est construit à une altitude moyenne de 330 m, presque à l'extrémité d'une arête de montagne s'articulant sur Cima Caselle 1 622 m du massif du Monte Grosso, et déclinant via Capu Avazerri 751 m et Capu di Bestia 804 m, jusqu'au lit du fiume Mulinu (ruisseau de Teghiella en aval) sous le village d'Aregno.
Les habitations sont couvertes de tuiles rouges ; nombreuses sont celles aux murs crépis ; certaines présentent encore des murs en pierres apparentes. Les ruelles pavées, sont pentues et étroites, rendant la circulation en automobiles difficile. Aussi, des parkings ont été aménagés à ses abords. Certaines ruelles comportent de remarquables passages voûtés. Sur la petite place centrale est allumé chaque veille de Noël le fucone, gros bûcher traditionnel.
Au cœur du village, se trouve l'église baroque Santa Maria Assunta du XVIIe siècle dotée d'un remarquable clocher absidial à arcades, unique en Corse. Au nord-ouest, se situe le quartier de Marcasso où se situe le couvent du même nom.

### San Cesareo
Situé à un col avec vue sur la plaine d'Aregno et la vallée du Regino, San Cesareo est le principal hameau de Cateri. Il se trouve à un carrefour important de la Balagne intérieure, celui de la jonction des routes D 71 et D 151. Le col à 366 m d'altitude est dominé par la petite chapelle romane San Cesareo.

### Le Fango
Le paesolo du Fango est un hameau de construction récente, situé au sud du village, entre les routes D 71 et D 151. Il comporte essentiellement des logements sociaux.
Le 2 octobre 2018, la résidence Santa Lucia, un lotissement comprenant 14 maisons, éco-village pour primo-accédants, y a été inaugurée par Jacqueline Gourault ministre auprès du ministre de l'Intérieur.

## Toponymie
Le nom corse de la commune est Catari [ˈkaːdari], ou encore I Catari [i ˈgaːdari] avec l'article défini. Le toponyme a pour origine le mot corse cataru (ou cateru) qui signifie : barrière, claie, grille, portillon.
Ses habitants sont les Cataracci.

## Histoire

### Antiquité
Le site était déjà occupé il y a près de 2 300 ans comme l'attestent les découvertes de fouilles effectuées sur les sites de Carcu et Modria (structures d'habitat, poterie, meules, etc.).

### Temps modernes
Au XVIe siècle vers 1520, la Balagne était une province génoise de la république de Gênes. Elle était composée des pievi de Tuani, Aregnu, Santo Andrea, Pino et Olmia. Cateri était une communauté de la pieve d'Aregnu qui avait pour lieux habités : l’Arpagiola (o Gabiola), la Corbaia, lo Monticello, Santo Antonino, Santa Riparata, Piaza, Pragola, le Torre, Regno, li Catari, lo Lavatogio, lacona, Spano, Hogio, Aquapessa, et qui comptait environ 1 350 habitants. La pieve d'Aregnu relevait de la juridiction d'Algajola et Calvi.
L’Arpagiola était la capitale administrative de la province d'Algajola.
- 1768 - L'île passe sous administration militaire française. Aregnu disparaît, laissant place à la pieve de Sant'Angelo et à celle de Regino dans laquelle se situe Cateri.
- 1789 - La Corse fait partie du royaume de France. Avec la Révolution française, est créé en 1790 le département de Corse, puis en 1793, celui de El Golo (l'actuelle Haute-Corse).
- 1790 - L'île devient le département de Corse.
- 1793 - La pieve de Regino devient le canton de Regino (chef-lieu Muro). (An II) La commune qui se nomme Catteri se trouve dans le canton de Regino, dans le district de Calvi, dans le département d'El Golo (l'actuelle Haute-Corse).
- 1801 - Toujours dans le canton de Regino, Catteri passe dans l'arrondissement de Calvi. Au bulletin des lois, Catteri devient Cateri.
- 1811 - Les deux départements de l'île sont fusionnés pour le seul département de Corse.
- 1826 - Cateri passe dans l'arrondissement de Bastia
- 1828 - Cateri passe dans le canton de Muro.

### Époque contemporaine

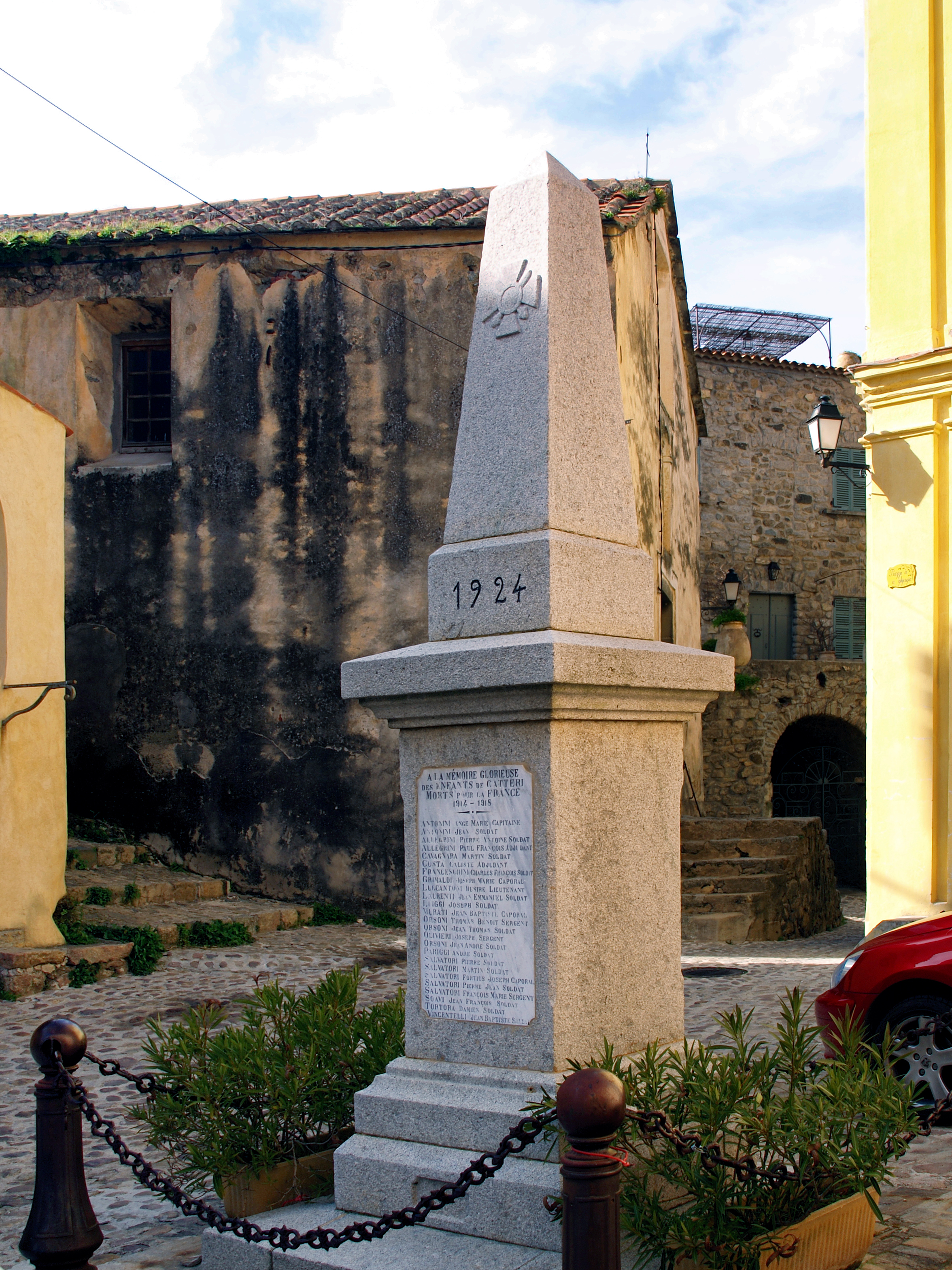
Monument aux morts.

- 1943 - Cateri bascule dans le canton de Calvi
- 1954 : le canton de Muro est composé avec les communes de Algajola, Aregno, Avapessa, Cateri, Feliceto, Lavatoggio, Muro, Nessa et Speloncato. Cateri comptait alors 212 habitants.
- 1973 - Cateri bascule dans le canton de Belgodère.
- 1975 - La Corse est à nouveau divisée en deux départements : Corse-du-Sud et Haute-Corse dans lequel se retrouve Cateri.

## Politique et administration

### Liste des maires
| Période                                  | Période  | Identité           | Étiquette | Qualité    |
| ---------------------------------------- | -------- | ------------------ | --------- | ---------- |
| vers 1897                                | ?        | Quilicus Allegrini |           |            |
| mars 2001                                | En cours | Dominique Andréani | UMP-LR    | Commerçant |
| Les données manquantes sont à compléter. |          |                    |           |            |

## Population et société

### Démographie
L'évolution du nombre d'habitants est connue à travers les recensements de la population effectués dans la commune depuis 1800. Pour les communes de moins de 10 000 habitants, une enquête de recensement portant sur toute la population est réalisée tous les cinq ans, les populations de référence des années intermédiaires étant quant à elles estimées par interpolation ou extrapolation. Pour la commune, le premier recensement exhaustif entrant dans le cadre du nouveau dispositif a été réalisé en 2005.

En 2022, la commune comptait 249 habitants, en évolution de +16,9 % par rapport à 2016 (Haute-Corse : +5,15 %, France hors Mayotte : +2,11 %).
| 1800 | 1806 | 1821 | 1831 | 1836 | 1841 | 1846 | 1851 | 1856 |
| ---- | ---- | ---- | ---- | ---- | ---- | ---- | ---- | ---- |
| 393  | 482  | 494  | 510  | 518  | 521  | 603  | 607  | 600  |

| 1861 | 1866 | 1872 | 1876 | 1881 | 1886 | 1891 | 1896 | 1901 |
| ---- | ---- | ---- | ---- | ---- | ---- | ---- | ---- | ---- |
| 549  | 568  | 523  | 504  | 506  | 507  | 456  | 525  | 524  |

| 1906 | 1911 | 1921 | 1926 | 1931 | 1936 | 1946 | 1954 | 1962 |
| ---- | ---- | ---- | ---- | ---- | ---- | ---- | ---- | ---- |
| 516  | 512  | 317  | 320  | 267  | 259  | 242  | 217  | 184  |

| 1968 | 1975 | 1982 | 1990 | 1999 | 2005 | 2006 | 2010 | 2015 |
| ---- | ---- | ---- | ---- | ---- | ---- | ---- | ---- | ---- |
| 184  | 191  | 251  | 210  | 219  | 205  | 211  | 214  | 212  |

| 2020 | 2022 | - | - | - | - | - | - | - |
| ---- | ---- | - | - | - | - | - | - | - |
| 244  | 249  | - | - | - | - | - | - | - |

### Enseignement
Une école primaire publique existe à Aregno. Les collège (collège Pascal-Paoli) et lycée (lycée de Balagne) publics les plus proches se situent à L'Île-Rousse, distants de 13 km.

### Santé
Il n'y a pas de médecins ni d'infirmiers à Cateri ; le médecin le plus proche est établi à 3 km, à Aregno, et l'infirmier le plus proche à 5 km, à Pigna.
Le centre hospitalier de Calvi-Balagne, ex antenne médicale de Balagne (AMU de Calvi), le plus proche hôpital, est distant de 17 km.

### Cultes
L'église paroissiale Santa Maria Assunta relève du diocèse d'Ajaccio.

## Économie
- « A Lataria », une boutique d'artisanat à Cateri : confitures, huiles d'olive et pâtisseries corses.
- « Chez Léon », un restaurant connu pour être une bonne table de la région. Il est situé en contrebas de l'intersection du chemin menant à Marcassu.

## Culture locale et patrimoine

### Lieux et monuments
- Monument aux morts.
- Carcu et Modria, sites archéologiques.

#### Église de l'Assomption

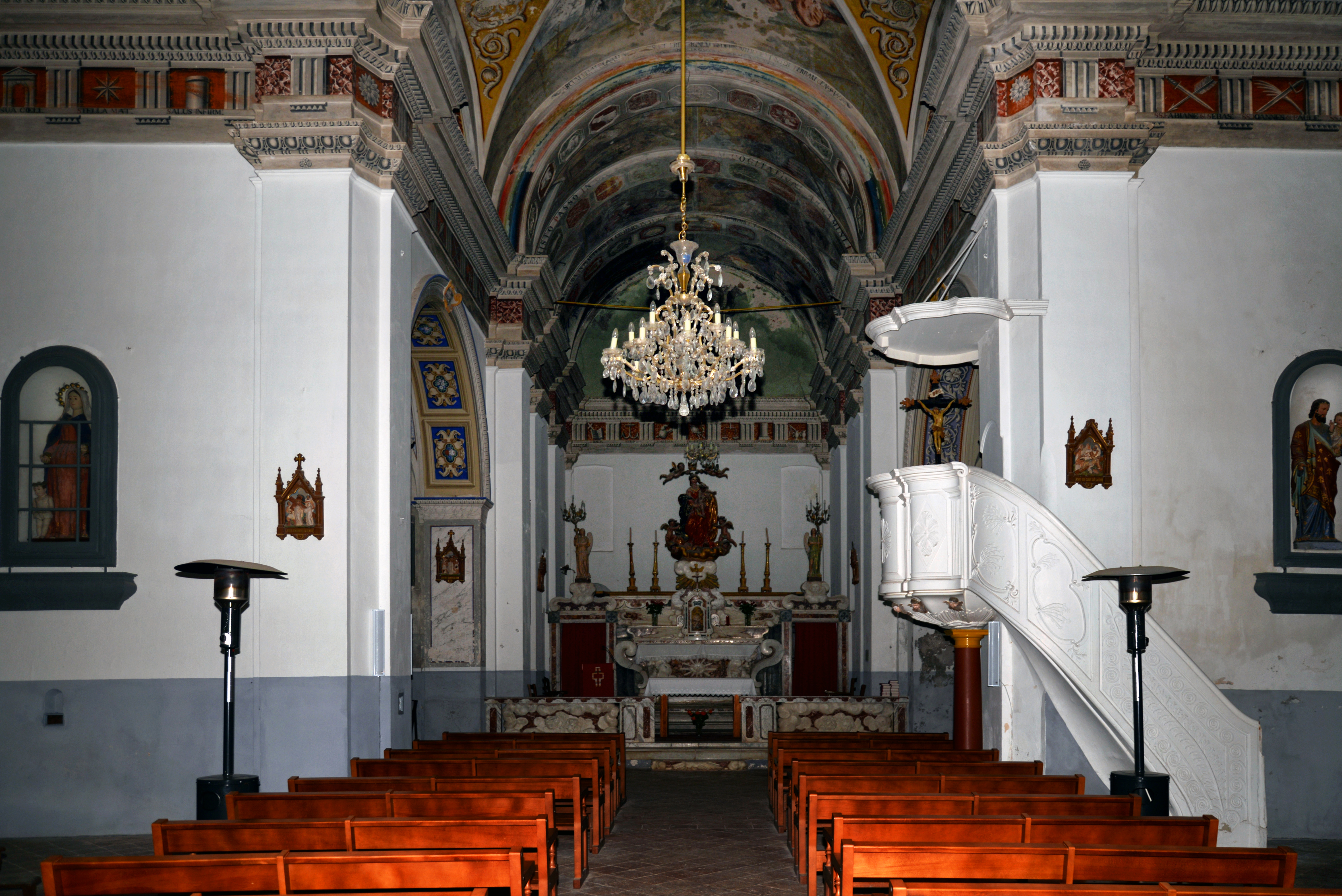
Nef de l'église de l'Assomption.

L'église paroissiale de l'Assomption, (Ghjesgia di Santa Maria Assunta), baroque du XVIIIe siècle, à double fronton, est un édifice classé. Plan en croix grecque : haute façade baroque dite « façade harmonique », dotée d'une coupole éclairant la nef et d'un clocher absidial à arcades unique en Corse.
Elle renferme des œuvres classées au titre des monuments historiques :
- quatre tableaux :

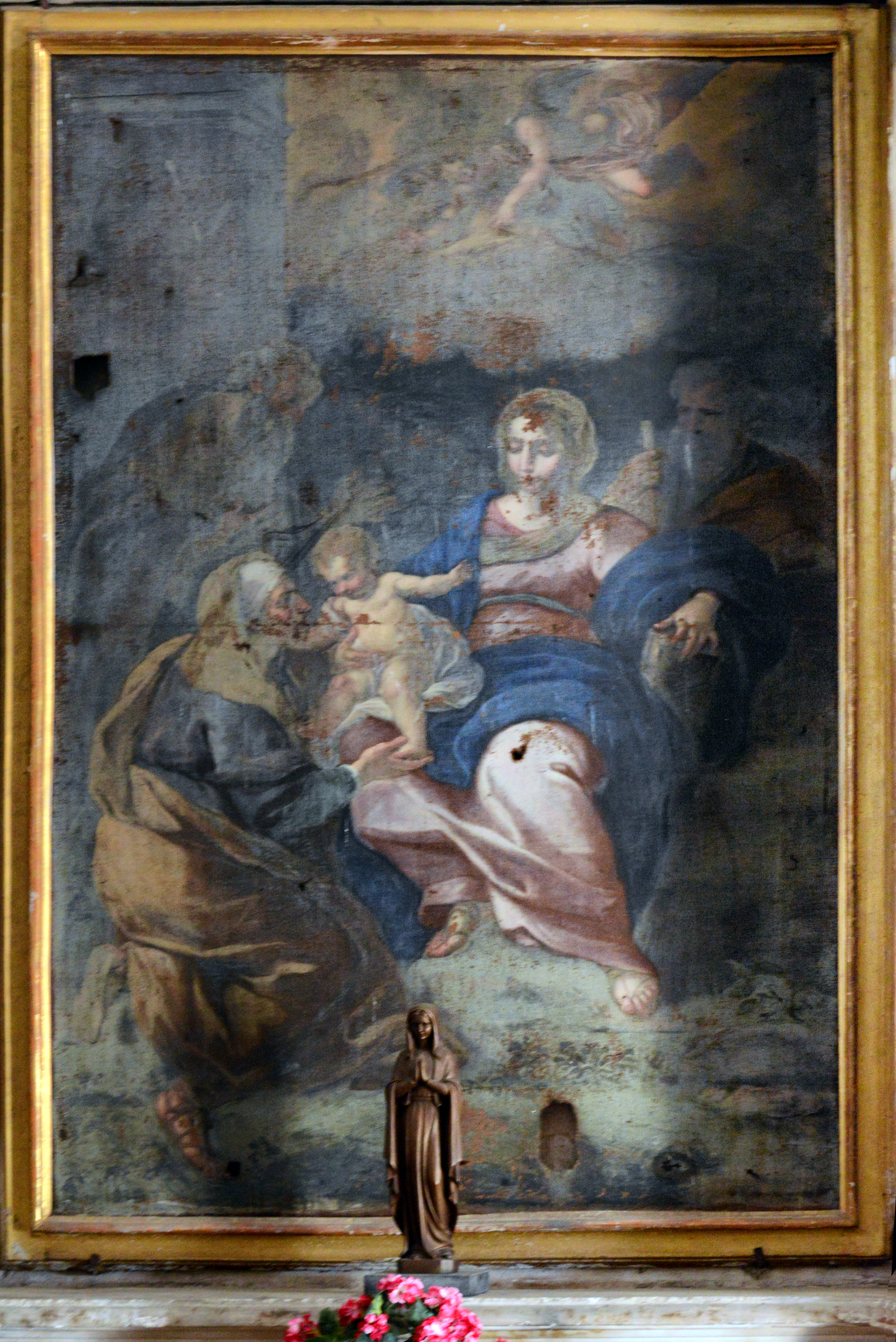
Saint Roch intercédant aux pieds de la Vierge pour les pestiférés.

- « Saint Roch intercédant aux pieds de la Vierge pour les pestiférés »,
- « Vierge à l'Enfant avec sainte Lucie et saint Nicolas de Bari »,
- « L'Assomption de la Vierge avec saint Servant, saint Quilicus, sainte Catherine et deux autres martyrs »,
- « La Donation du Rosaire ».
- L'autel (maître autel) en marbre polychrome[20] ;
- la clôture de chœur en marbre polychrome[21].

#### Chapelle de la confrérie Sainte-Croix

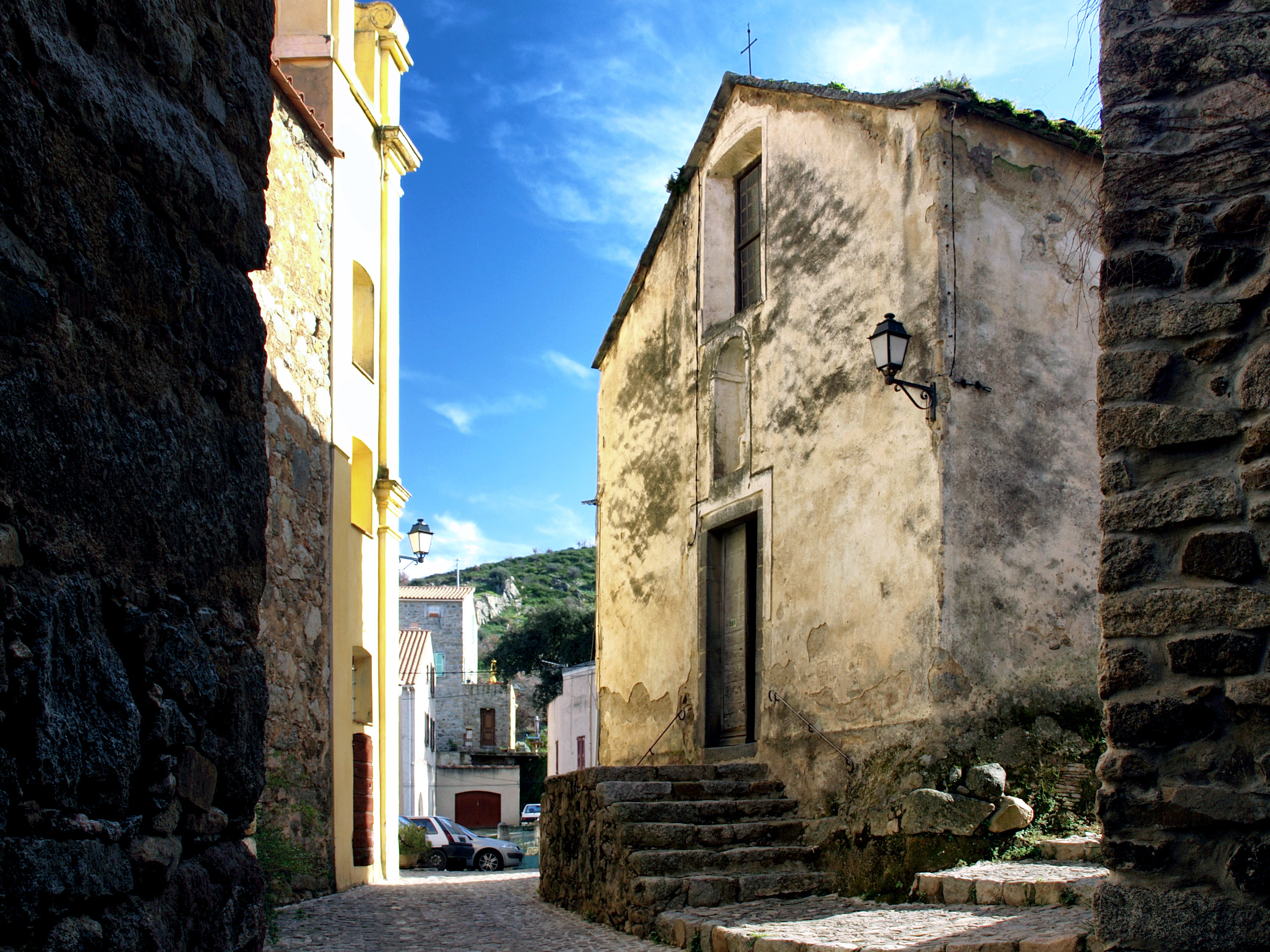
Chapelle de la confrérie Sainte-Croix.

La chapelle de confrérie Sainte-Croix ( a casazza Santa Croce), se situe en face de la façade latérale droite de l'église paroissiale. L'édifice religieux renferme une œuvre classée au titre des monuments historiques : des stalles en bois taillé, datées de 1733.

#### Ancienne Confrérie Sainte-Marcelle
L'Antica confraterna Santa Marcella date de la fin du XVIIe siècle.
Dans cette ancienne chapelle de la confrérie, se trouve un tableau « Le Sacrifice d'Isaac » (de Sainte-Croix), sans doute une copie du XIXe siècle d'après Véronèse, classée monument historique en 1995.

#### Couvent de Marcasso

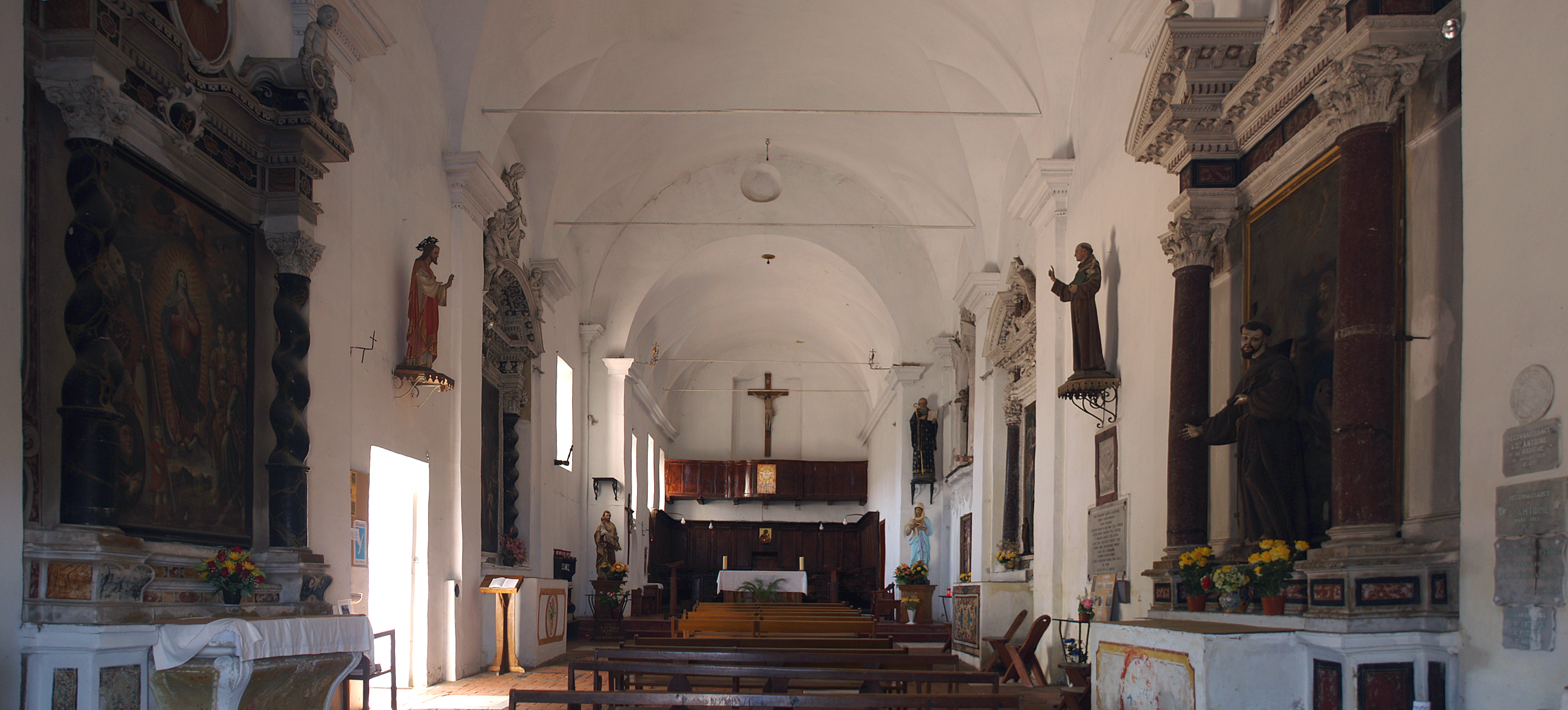
L'église du Prieuré.

Le couvent de Marcasso (cunventu di Marcassu) est situé en contrebas de la route de Lavatoggio. Édifié en 1608 sur les ruines du castello de Marcassu datant du Xe siècle, il est occupé par des religieux bénédictins de la Congrégation Notre-Dame d'Espérance. Les voyageurs peuvent y faire retraite. En 2015, il n'y a plus qu'un seul religieux.
Les tableaux suivants, tous propriétés de la commune, ont été classés au titre des Monuments historiques en 1992 :
- « L'Ange Gardien » (XVIIe siècle)[24],
- « Saint Pierre d'Alcantara en extase devant la Croix et les donateurs » (XVIIe siècle)[25],
- « Dieu le Père, l'Annonciation, saint Joseph, saint François et deux donateurs » (1661)[26],
- « La Cène »  (XVIIe siècle)[27],
- « Vierge à l'Enfant avec saint Joseph » (XVIIIe siècle)[28].

Les stalles du chœur en bois taillé, ciré, ainsi que les meubles et lambris de revêtement (boiseries) de la sacristie sont également classés.

#### Chapelle San Cesario

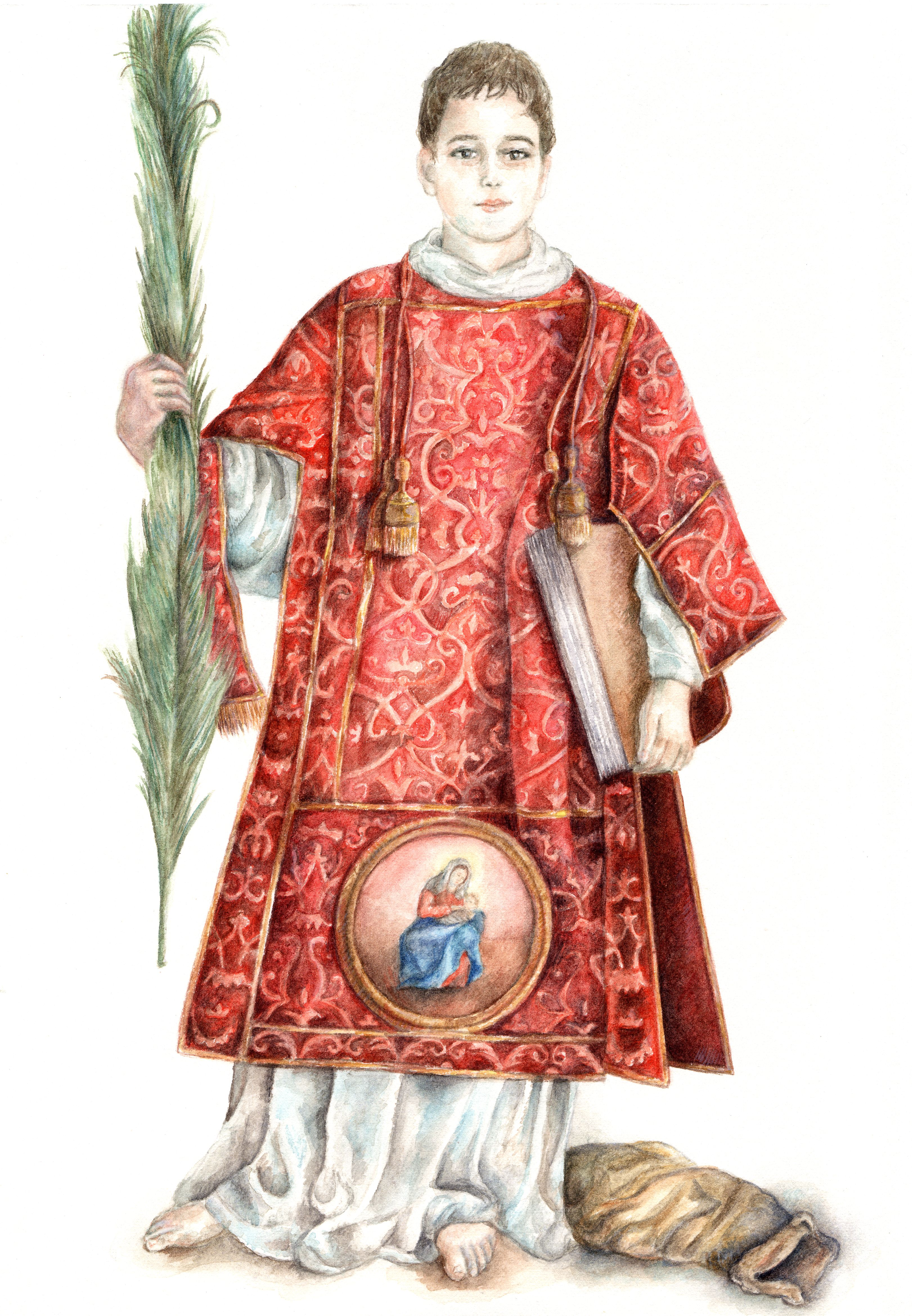
Saint Césaire diacre et martyr de Terracina, Patron de hameau San Cesareo, Cateri.

La chapelle San Cesario se trouve au hameau San Cesareo. Cette petite chapelle romane a été édifiée au XIIe siècle, sur un mamelon de l'arête montagneuse séparant la vallée du Regino de la plaine d'Aregno. Elle n'est pas classée. Le saint patron est saint Césaire diacre et martyr de Terracina.

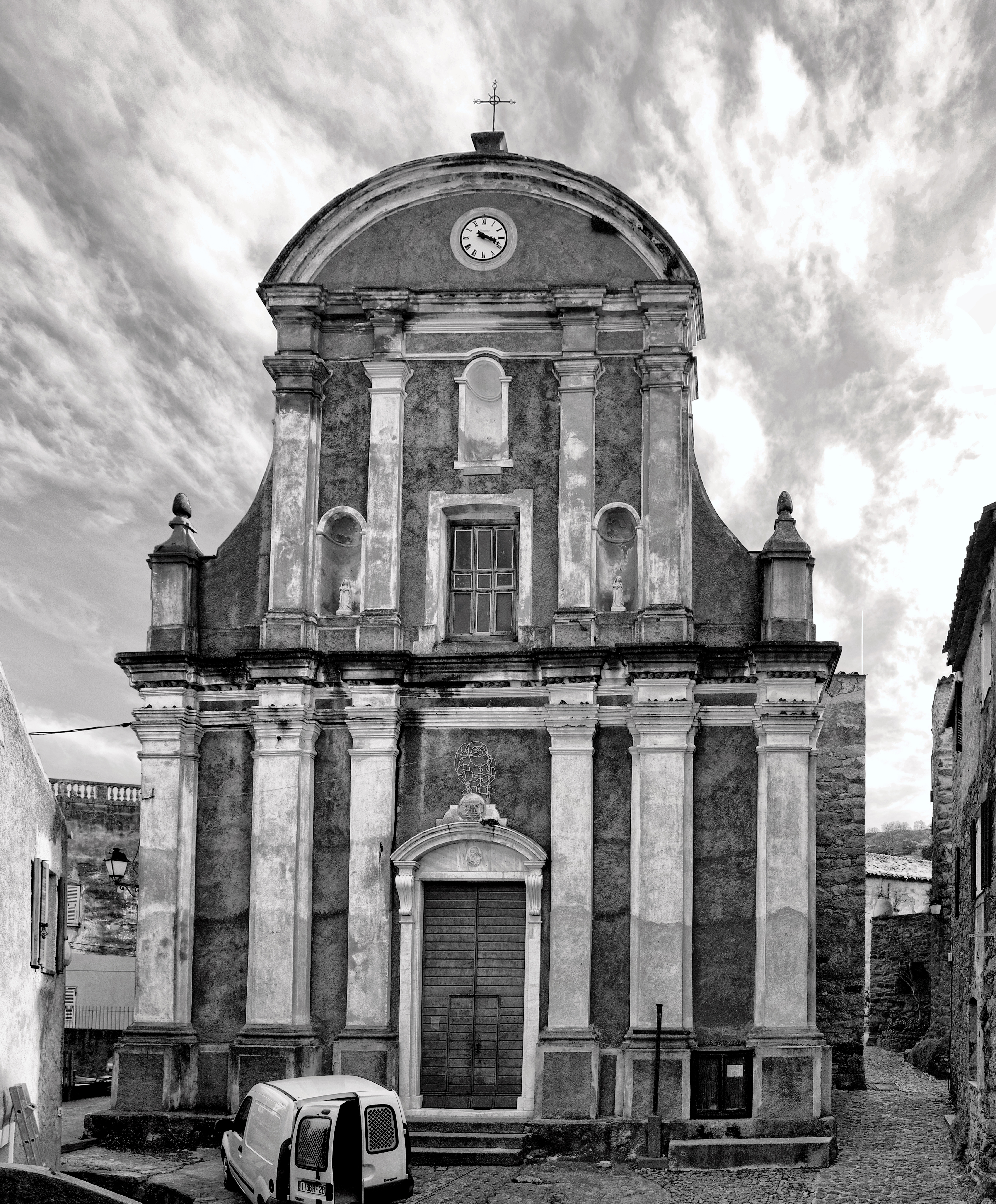
Église de l'Assomption.
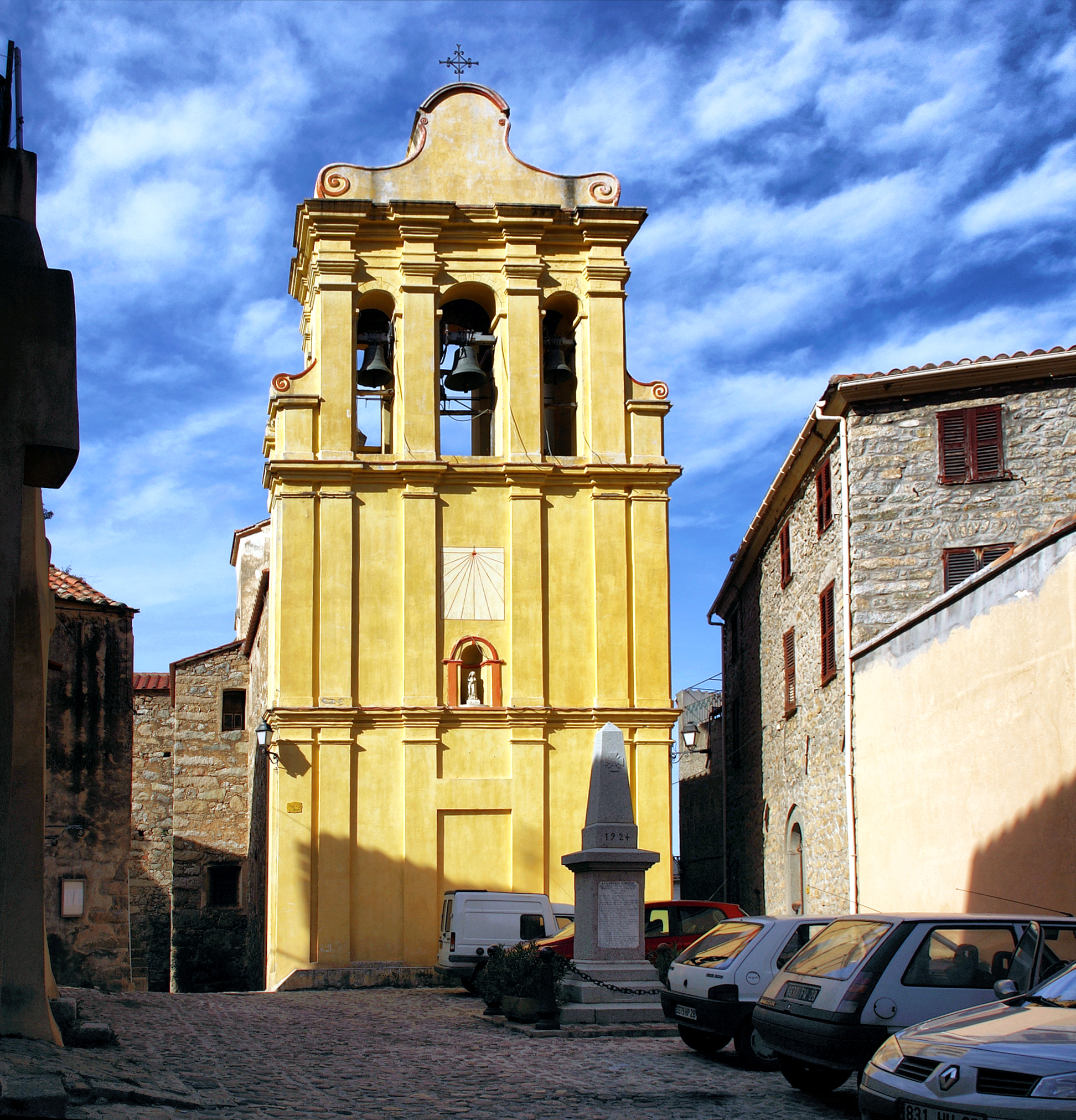
Fronton arrière de l'église de l'Assomption.
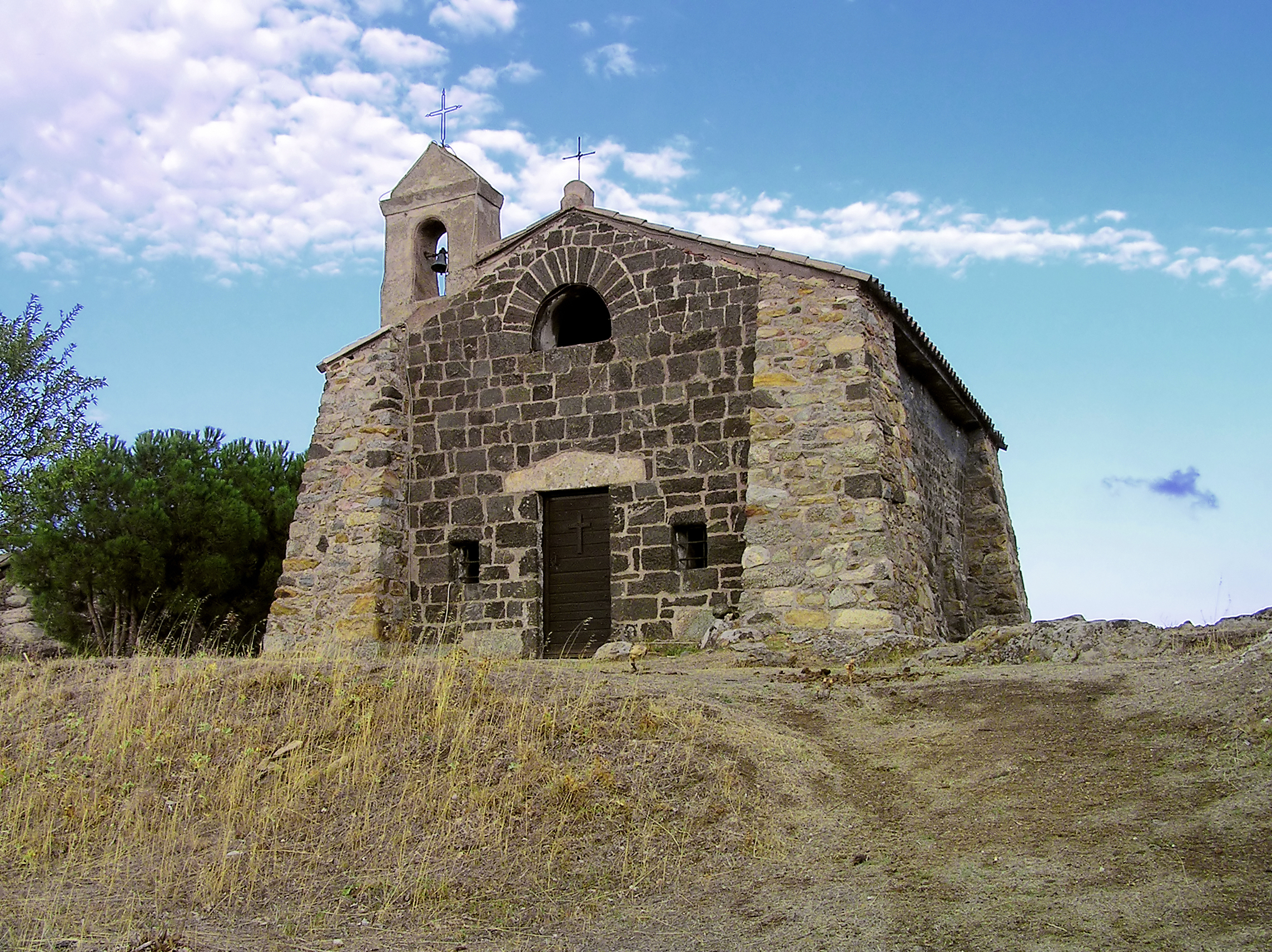
Chapelle San Cesariu
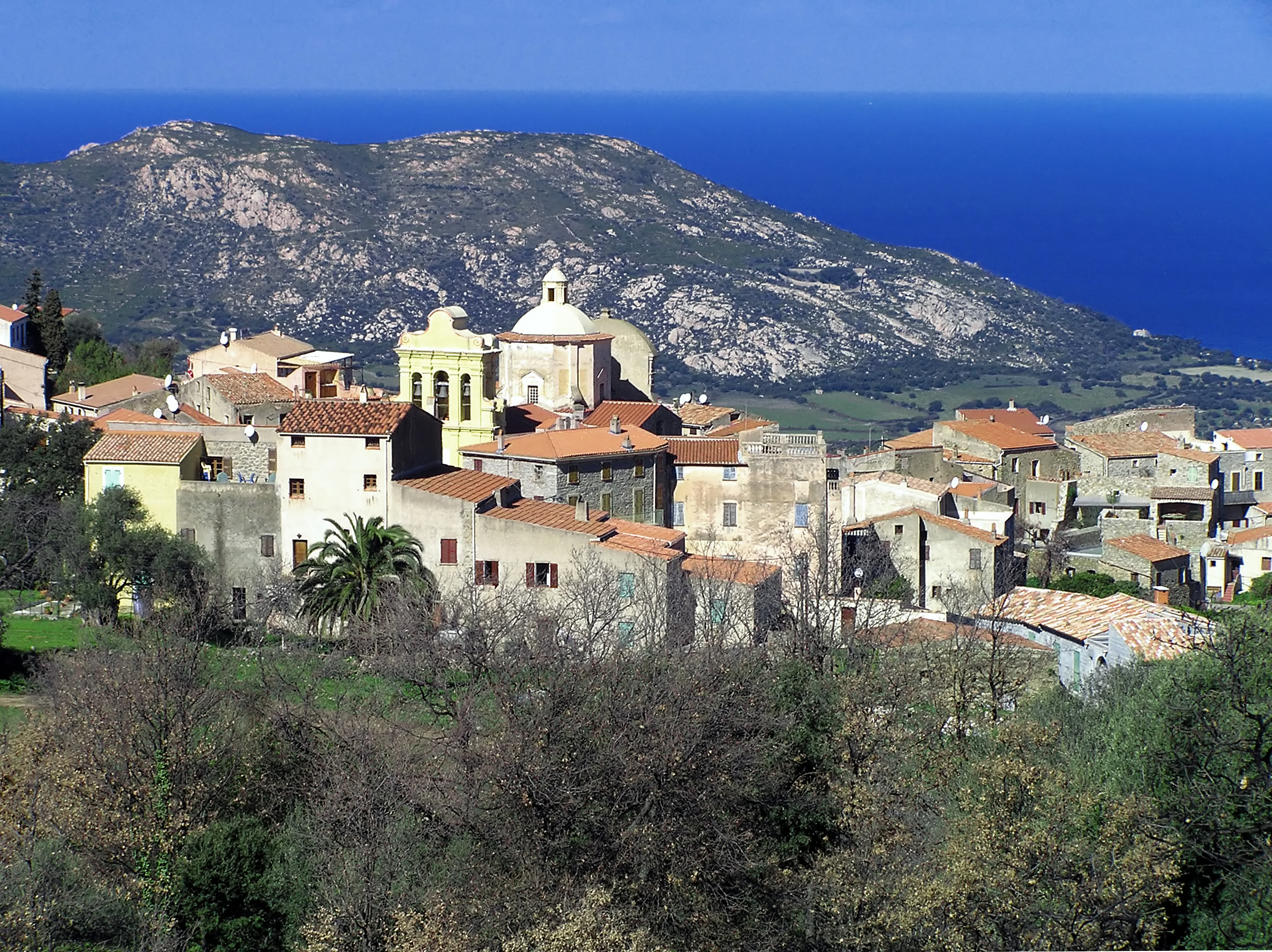
Église paroissiale de l'Assomption.
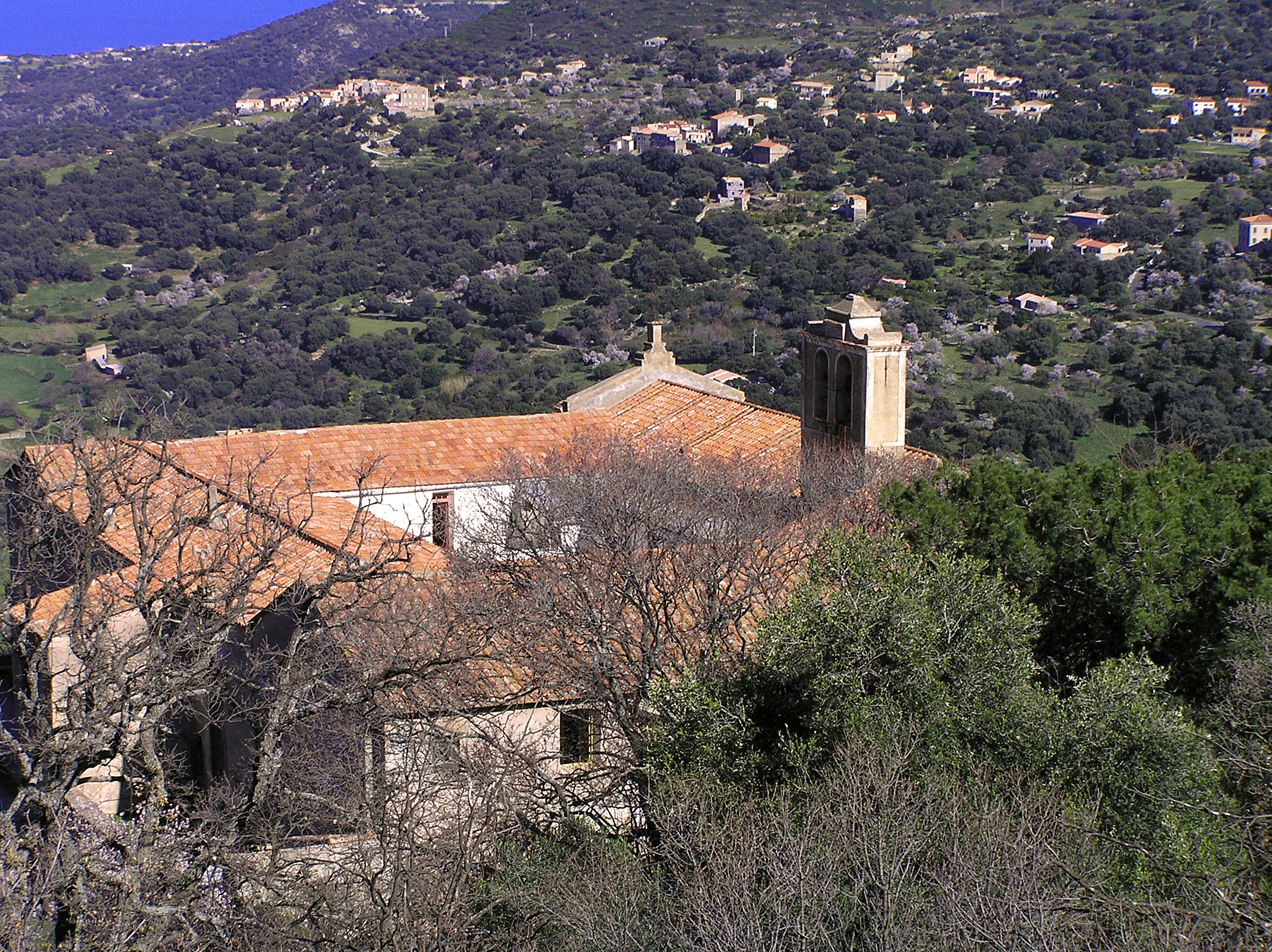
Couvent de Marcassu
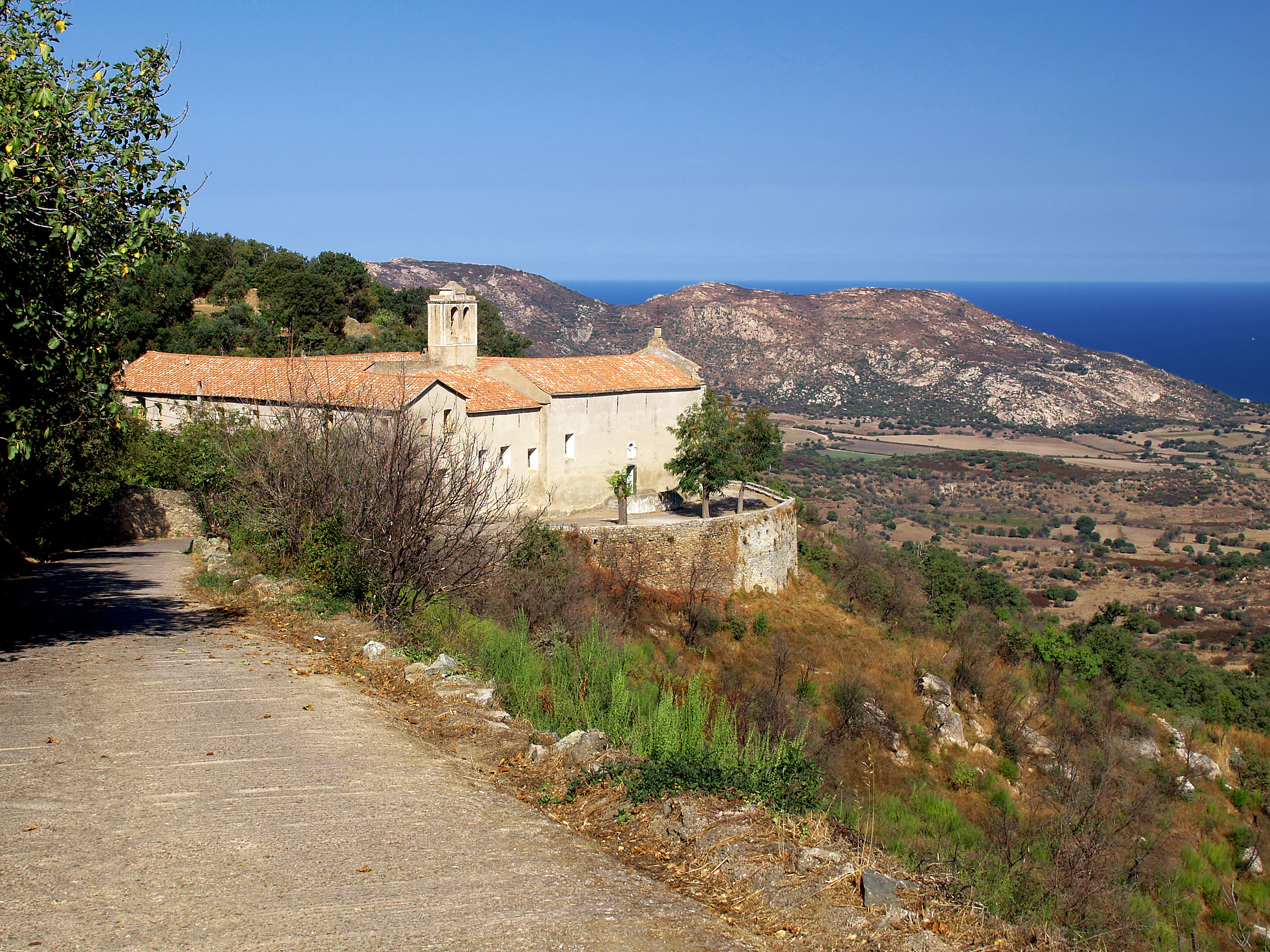
Couvent de Marcassu

### Patrimoine naturel

#### ZNIEFF
La commune de Cateri est concernée par une ZNIEFF (Zone naturelle d'intérêt écologique, faunistique et floristique) de 2e génération :
Oliveraies et boisements des collines de Balagne
La commune fait partie des 18 communes de Balagne concernées par la ZNIEFF 940004142 - Oliveraies et boisements des collines de Balagne (2e génération), zone répartie sur trois des principales vallées de la Balagne : la vallée du Fiume Seccu, le bassin d'Aregno et la vallée du Regino.

### Patrimoine culturel
- Le 25 juillet 2001, Cateri a été le théâtre de la finale d'un festival de musique médiéval. Le festival du Thoronet[32] ouvert le 18 juillet sur des messes et des motets tout à tour monodiques et polyphoniques à l'abbaye cistercienne du Thoronet, s'était achevé à Marcassu sur des messes traditionnelles corses chantées par l'ensemble A Cumpagna. Des chants à trois voix à l'expression âpre comme l'est le pays corse, firent de ce concert un moment fort.